# Nordul Gorjului de Est
Nordul Gorjului de Est este o arie protejată (arie specială de conservare — SAC, sit de importanță comunitară — SCI) din România, desemnată în scopul protejării biodiversității și menținerii într-o stare de conservare favorabilă a florei spontane și faunei sălbatice, precum și a habitatelor naturale de interes comunitar aflate în arealul zonei de protecție. Aceasta se întinde pe o suprafață de 49.201 ha, integral pe uscat.

## Localizare
Situl se întinde pe teritoriile administrative ale județelor Gorj (Baia de Fier, Bumbești-Jiu, Crasna, Mușetești, Novaci, Polovragi) Hunedoara (Petroșani) și Vâlcea (Malaia, Vaideeni). Centrul sitului Nordul Gorjului de Est este situat la coordonatele 45°14′45″N 23°38′27″E / 45.245736°N 23.640739°E.

## Înființare
Situl Nordul Gorjului de Est (ROSCI0128) a fost declarat sit de importanță comunitară în decembrie 2007 pentru a proteja 4 specii de plante și 20 de specii de animale. Situl a fost protejat și ca arie specială de conservare în mai 2022. Situl include ariile naturale: Cheile Oltețului și Peștera Polovragi, Parcul Național Defileul Jiului, Pădurea Bărcului, Peștera Iedului și Peștera Muierilor.

## Biodiversitate
Situată în ecoregiunile alpină și continentală, aria protejată conține 26 de habitate naturale: Râuri de munte și vegetația erbacee de pe malurile acestora, Râuri de munte și vegetația lor lemnoasă cu Myricaria germanica, Râuri de munte și vegetația lor lemnoasă cu Salix elaeagnos, Pajiști alpine și boreale, Fânețe montane, Izvoare petrifiante cu formare de travertin (Cratoneurion), Grohotișuri calcaroase și de șisturi calcaroase de la nivelul montan până la nivelul alpin (Thlaspietea rotundifolii), Pante stâncoase calcaroase cu vegetație casmofită, Peșteri inaccesibile publicului, Păduri de fag Luzulo-Fagetum, Păduri de fag Asperulo-Fagetum, Păduri de fag din Europa Centrală dezvoltate pe sol calcaros cu Cephalanthero-Fagion, Păduri de stejar și carpen Galio-Carpinetum, Păduri pe pante, grohotișuri și ravene de Tilio-Acerion, Păduri aluvionare cu Alnus glutinosa și Fraxinus excelsior (Alno-Padion, Alnion incanae, Salicion albae), Păduri ilirice de stejar și carpen (Erythronio-Carpinion), Păduri panonice-balcanice de stejar turcesc - stejar sesil, Păduri calcicole cu Pinus sylvestris din Carpații Occidentali, Păduri de fag dacice (Symphyto-Fagion), Păduri de stejar și de carpen dacice, Păduri de Castanea sativa, Păduri acidofile de Picea de la nivel montan la nivel alpin (Vaccinio-Piceetea), Tufărișuri cu Pinus mugo și Rhododendron hirsutum (Mugo-Rhododendretum hirsuti), Pajiști alpine și subalpine calcaroase, Pajiști uscate seminaturale și facies de acoperire cu tufișuri pe substraturi calcaroase (Festuco-Brometalia) (* situri importante pentru orhidee), Liziere de ierburi înalte hidrofile de câmpie și de nivel montan până la alpin.
La baza desemnării sitului se află mai multe specii protejate:
- plante (4): Campanula serrata, Iris aphylla subsp. hungarica, sisinei (Pulsatilla grandis), Tozzia carpathica
- amfibieni (2): izvoraș-cu-burta-galbenă (Bombina variegata), triton cu creastă (Triturus cristatus)
- mamifere (11): lupul (Canis lupus), vidră de râu (Lutra lutra), râs eurasiatic (Lynx lynx), liliac cu aripi lungi (Miniopterus schreibersii), liliac cu urechi mari (Myotis bechsteinii), liliac cu urechi de șoarece (Myotis blythii), liliac cărămiziu (Myotis emarginatus), liliac comun (Myotis myotis), liliacul mare cu potcoavă (Rhinolophus ferrumequinum), liliacul mic cu potcoavă (Rhinolophus hipposideros), urs brun (Ursus arctos)
- nevertebrate (2): Euplagia quadripunctaria, rădașcă (Lucanus cervus)
- pești (4): Barbus balcanicus, Eudontomyzon mariae, porcușor de vad (Romanogobio uranoscopus), câră (Sabanejewia balcanica)
- reptile (1): țestoasa de baltă (Emys orbicularis)